# Вітроенергетичний потенціал України
Вітроенергети́чний потенціа́л Украї́ни
Україна має досить високий кліматичний потенціал вітрової енергії, який забезпечує продуктивну роботу не лише автономних вузлів живлення, але й потужних вітроелектростанцій. Зростає необхідність у виявленні найперспективніших місць використання вітрової енергії, базуючись на її кліматичному потенціалі та показниках його можливої утилізації. Згідно з даними Global wind energy council близько 40% територій придатні до генерування енергії з вітру. В середньотерміновій переспективі можна розвинути потужності в близько 5,000 МВт енергії вітру, тобто 20-30% всього споживання електроенергії в країні. В 1996 уряд оголосив про стратегію за якою до 2010 мало б бути збудовано 200 МВт потужностей вітроенергетики, проте до кінця 2011 введено в стрій лише 151 МВт.

## Районування

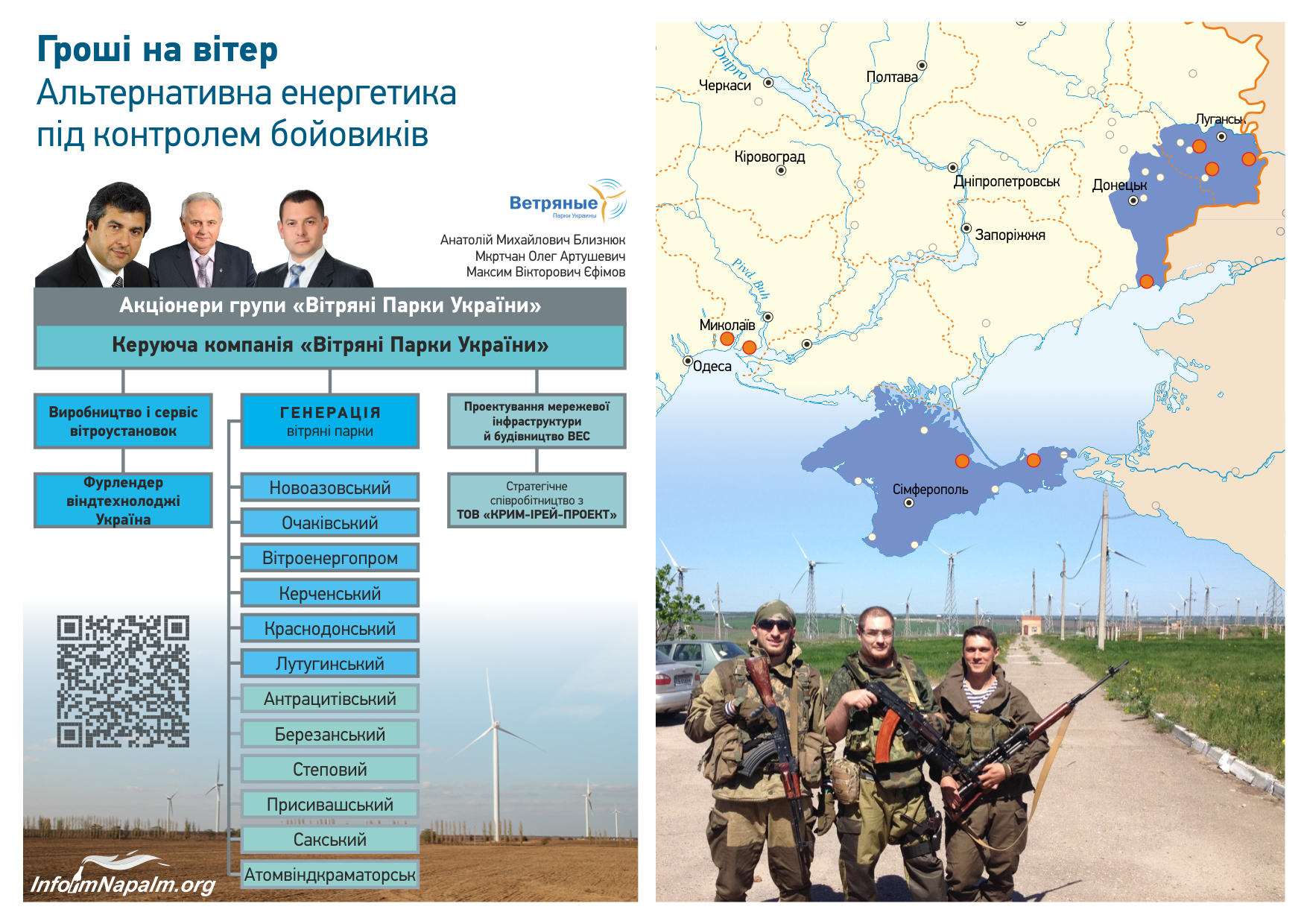
Альтернативна енергетика під контролем бойовиків

Районування території України за потенціалом вітрової енергії проводилось на основі кліматичного узагальнення цих показників. Вибір здійснювався за принципом їх показовості як характеристик багаторічного режиму вітрової енергії та її просторово-часової структури.
Для районування території застосовано комплекс показників:
- середня річна швидкість вітру (дає загальне уявлення про кліматичний вітроенергетичний потенціал будь-якого району) та її мінливість;
- питома потужність та сумарні потенційні вітроенергоресурси і утилізована вітрова енергія;
- тривалість енергоактивної швидкості вітру та енергетичного штилю;
- безперервна тривалість робочої швидкості (як критерій стабільності функціонування вітроагрегатів).

Отже, комплекс показників вітрової енергії дозволяє оцінити енергетичні можливості кожного району та розробити рекомендації щодо її раціонального використання.
Найвищим вітроенергетичним потенціалом відзначаються узбережжя Чорного та Азовського морів, Південний берег Криму, вершини Українських Карпат, Кримських гір, також область Донбасу.
Умови вітровикористання оптимальні протягом усього року. Будівництво вітроелектростанцій треба розгортати у цих регіонах, враховуючи значний дефіцит власних генеруючих потужностей. Можливе ефективне розміщення як потужних вітроелектростанцій, так і автономних вітроенергоустав. Слід надавати перевагу будівництву вітроелектростанцій на прилеглих водних акваторіях, що мають особливо високий вітроенергетичний потенціал.
- Високий потенціал вітрової енергії властивий району Донецької височини, Приазовської та Причорноморської низовин. Тут протягом року сприятливі умови для вітровикористання та ефективної ро

боти потужних вітроелектростанцій та автономних вітроенергоустав.
- Достатнім вітроенергетичним потенціалом відзначаються також Подільська та Придніпровська височини. Умови вітровикористання досить сприятливі, особливо у холодний період року.
- Поліська та Придніпровська низовини характеризуються невисоким вітровим потенціалом та нерівномірним його розподілом протягом року. Умови вітровикористання менш сприятливі, рекомендується розміщення тихохідних вітроенергоустав, рентабельність яких підвищуватиметься у холодний період року.
- Передкарпаття, Закарпаття та вузькі захищені долини Українських Карпат та Кримських гір відзначаються низьким вітровим потенціалом. Умови вітровикористання несприятливі, за винятком окремих місць, які значно домінують над навколишньою місцевістю.

## Екологічні ризики
Екологічні ризики будівництва вітрових електростанцій проявляються передусім на етапі вибору земельних ділянок і зазвичай полягають у впливі на біорізноманіття шляхом пошкодження природного рослинного покриву та порушенні гідрологічного режиму при будівництві. На етапі роботи ВЕС, негативний вплив може проявлятись в загибелі птахів та кажанів під час міграцій.